# لايننفيلد (ماساتشوستس)
لايننفيلد (بالإنجليزية: Lynnfield, Massachusetts)‏ هي معلم جغرافي تقع في الولايات المتحدة في مقاطعة إسكس. يقدر عدد سكانها بـ 11,596 نسمة ومساحتها 27.1 كم2 وترتفع عن سطح البحر 30 متر.